# Screper

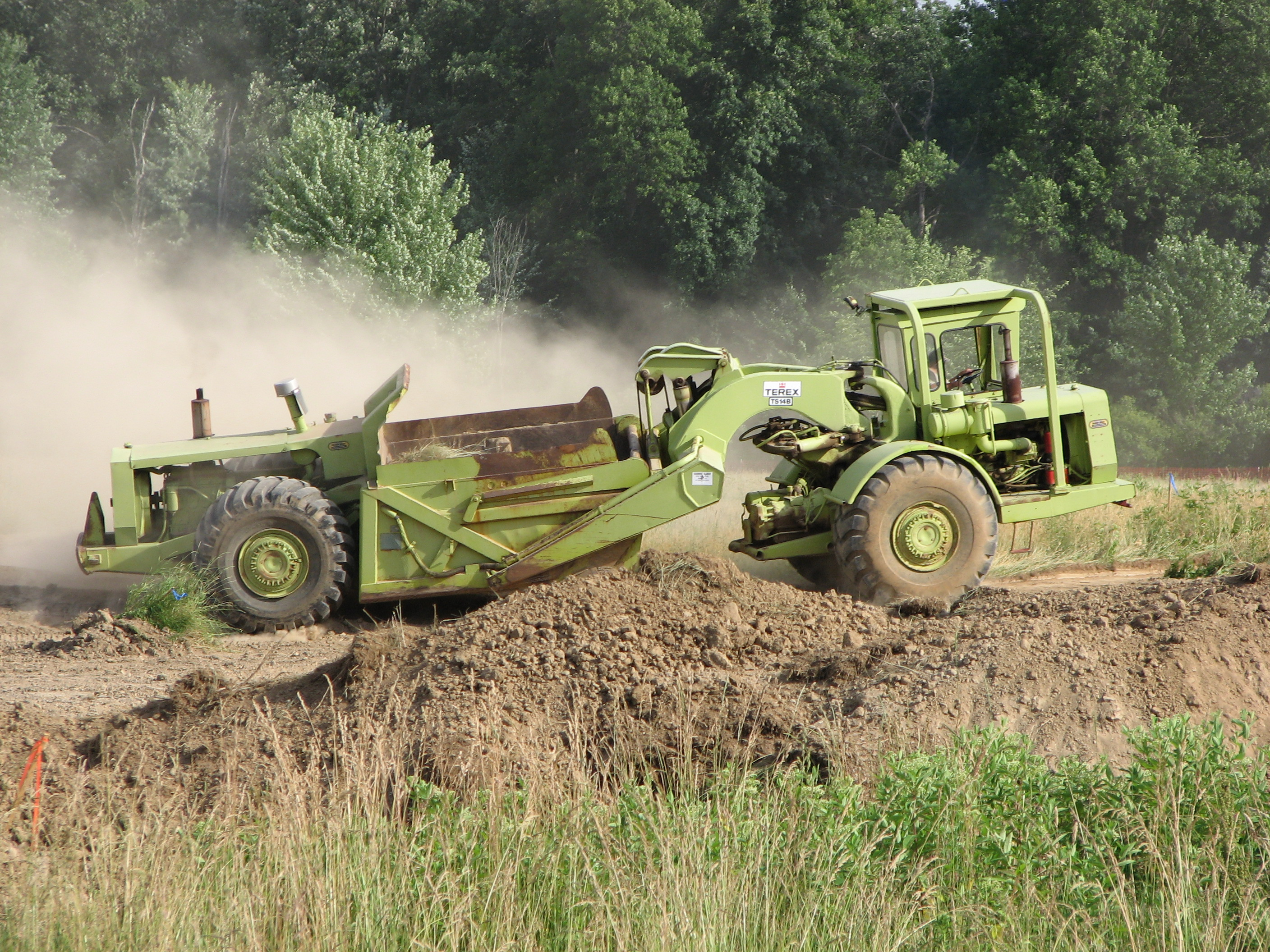
Autoscreper la lucru în şantier

Screperul este mașina care execută următoarele operații necesare lucrărilor de terasamente: săparea, transportul, nivelarea și compactarea pământului. Screperul execută săparea în adâncime mică și pe suprafață mare. Transportă materialului la depozit sau îl adaugă ca umplutură sau rambleu. Nu necesită amenajarea căilor de  acces.

## Descriere
Screperul este compus dintr-o cupă (ladă)  prevăzută cu muchie tăietoare, fixată pe un cadru metalic care este deplasat în timpul lucrului cu ajutorul unui tractor.

## Clasificarea screperelor
- După modul deplasării se deosebesc screpere tractate sau remorcate și screpere autopropulsate sau autoscrepere:

1. Screperele tractate au capacitatea cupei de 3-10 metri cubi și sunt remorcate de tractoare pe șenile sau pe pneuri. Aceste screpere sunt eficiente pentru distanțe de transport de  100 până la 500 de metri;
2. Autoscreperele cu capacitatea lăzii de 10 până la 25 metri cubi sunt montate pe roți cu pneuri, cuplate cu remorchere pe o osie, formând împreună un ansamblu articulat autopropulsat cu motoare de 180 până la 500 de kW. Aceste tipuri sunt eficiente pentru distanțe de transport de 500 până la 2.000 de metri.

- După modul de încărcare a cupei, screperul poate fi:

1. Screper cu încărcare forțată. Cupa se umple sub acțiunea brazdei tăiate;
2. Screper cu elevator. Cupa se umple cu ajutorul unui elevator. Consumul de energie este cu 30 la sută mai mic decât la screperul cu încărcare forțată.

- După modul de descărcare a cupei există:

1. Screper cu descărcare liberă a cupei în față sau în spate;
2. Screper cu descărcare forțată;
3. Screper cu descărcare prin rotirea fundului cupei.